# Francesco Festuccia
Francesco Festuccia (Roma, 15 novembre 1951) è un giornalista e scrittore italiano.

## Biografia
Cominciò la sua attività di giornalista nel 1972 (diventando professionista nel 1979) al Messaggero di Roma, dove scrisse articoli di costume e cultura diventando poi caposervizio. Nel 1988 passò a Italia Oggi come caporedattore, per poi nel 1992 entrare in RAI, prima al giornale radio e successivamente al TG2, dove fu caposervizio nella redazione cultura. Dal 2008 al 2011 fu membro del direttivo del Sindacato Nazionale Giornalisti Cinematografici Italiani. Collaborò con il quotidiano la Repubblica.
Nell'editoria curò dal 2009 la collana Protagonisti e dal 2012 anche la collana Letto e mangiato, entrambe per Sovera Edizioni. 
Fu in giuria nel Magna Graecia Film Festival di Soverato nel 2005, nel Festival Internazionale del Cortometraggio e delle Opere Prime di Trieste nel 2006, nel Festival del cinema europeo di Lecce nel 2007, nell'International Short Film Festival di Capalbio e nel Roma Creative Contest - Short Film Festival nel 2011,  nel Future Film Festival di Bologna nel 2012.

## Riconoscimenti
Vinse nel 2004 il Genovino d'Oro, premio dell'Associazione nazionale esercenti cinema, per la rubrica Tg2 NeonCinema; nel 2007 gli venne assegnato il Premio Meccoli ScriverediCinema come miglior giornalista televisivo dell'anno e nel 2008 il Sanpietrino d'Oro Marguttiano - Premio speciale Ruggero Mastroianni per la sua carriera.

## Opere
- 2009 - "Dio salvi il made in Italy"
- 2010 - "Viva il prosecco abbasso lo champagne"
- 2010 - "Alla faccia del bagnino"
- 2011 - "La discontinuità del tulipano"
- 2012 - "Anche l'occhio vuole la sua parte"
- 2012 - "Mozzarella? Ti cucino io", con Donato Ciociola
- 2013 - "Cinewine", con Raffella Corsi Bernini